# بهالي دونغالو
اللص الكفائة (بالإنجليزية: Efficient Thief)‏ هو فيلم التيلجو صدر عام 2008، والذي أنتجه Sakhamuri Panduranga Rao و  لاكشمي ديفي سري للإنتاج الفني، وأخرجه ك.فيجايا بهاسكار. وعادت البطولة ل إليانا دي كروز والممثل تارون، إلى جانب مجموعة من النخبة الفنية كالممثل جاجاباتي. والموسيقى تمثلت في ك. م. رادها كريشنان. وقد حقق الفيلم إيرادات متوسطة في شباك التذاكر. وهذا الفيلم هو نسخة منقولة من الفيلم البوليوودي بنتي أور بابلي الذي لعب دور البطولة فيه الممثل أبهيشيك باتشان وراني مكرجي.